# Воланс, Кевин
Кевин Воланс (англ. Kevin Volans; род. 6 июля 1949, Питермарицбург) — южноафриканский композитор и пианист.

## Биография
Учился музыке в университетах Иоханнесбурга и Абердина (Шотландия), в 1973—1981 гг. занимался в Кёльнской высшей школе музыки у Карлхайнца Штокхаузена и Маурицио Кагеля, был ассистентом Штокхаузена. В 1986—1989 гг. был композитором in residence Университета Королевы в Белфасте, затем поселился в Дублине, с 1994 — гражданин Ирландии.

## Творчество
Представляет движение «новой простоты», соединяя, особенно в ранних вещах, постминимализм с африканскими мотивами и использованием народных инструментов. Мировую известность Волансу принес струнный квартет №1 «Белый человек спит» (англ. White Man Sleeps, 1986), написанный на основе народных танцевальных мелодий; в 1987 г. Кронос-квартет осуществил его запись, которая стала самой продаваемой квартетной записью за всю историю звукозаписи. Вдохновляется также американской живописью абстрактного экспрессионизма (Джаспер Джонс и др.). Замысел камерной оперы об Артюре Рембо «Человек в башмаках, подбитых ветром» (англ. The Man with Footsoles of Wind; 1993) был подсказан композитору его другом, английским писателем Брюсом Чатвином. Опера для кукольного театра «Дзено в четыре часа утра» (2000—2001) написана Волансом по мотивам романа Итало Звево «Самопознание Дзено». Воланс постоянно сотрудничает с Дьюк-квартетом и исполнителем на виоле да гамба Витторио Гиельми. Второй фортепианный концерт Воланса «Пересекая Атлантику» (англ. Atlantic Crossing; 2006) был впервые исполнен Марком Андре Амленом). В 2011 г. появился третий фортепианный концерт композитора.